# 맥주병

맥주병

맥주병은 맥주를 담는 용기로 설계된 병이다. 이러한 디자인은 크기와 모양이 크게 다르지만 유리는 일반적으로 빛, 특히 자외선으로 인한 손상을 줄이기 위해 갈색 또는 녹색이다.
소매 판매용 맥주용 유리 용기에 대한 가장 널리 확립된 대안은 음료 캔과 알루미늄 병이다. 더 큰 용량의 경우 통이 일반적으로 사용된다.

## 보틀링 라인
보틀링 라인은 맥주를 대규모로 병에 채우는 생산 라인이다.
프로세스는 일반적으로 다음과 같다.
1. 충전기에 병을 채우는 작업 (일반적으로 저장 탱크에서 맥주를 끌어오는 작업이 포함)
2. 병 뚜껑 따기, 라벨 붙이기
3. 병을 케이스나 상자에 포장하기

많은 소규모 양조장은 계약 병입을 위해 대량 맥주를 대규모 시설로 보낸다. 그러나 일부 양조장은 손으로 병입한다.
맥주 병입의 첫 번째 단계는 디팔레타이징(depalletising)으로, 제조업체에서 배송한 원래 포장에서 빈 병을 꺼내 개별 병을 취급할 수 있다. 그런 다음 병을 여과된 물이나 공기로 헹구고 병 안의 산소 수준을 낮추기 위해 이산화탄소를 주입할 수 있다. 그런 다음 병은 병에 맥주를 채우고 산소를 분산시키기 위해 맥주 위에 소량의 불활성 가스(CO2 또는 질소)를 주입할 수도 있는 "충전재"로 들어간다. O2는 산화로 인해 제품의 품질을 손상시킬 수 있기 때문이다.
다음으로 병은 라벨이 부착되는 라벨링 기계("라벨러")로 들어간다. 그런 다음 제품은 상자에 포장되어 창고에 보관되어 판매 준비가 된다.
병입 작업의 규모에 따라 다양한 유형의 병입 기계를 사용할 수 있다. 액체 레벨 기계는 병을 채우므로 모든 병의 동일한 선에 채워지는 것처럼 보이지만, 부피 측정 기계는 각 병에 정확히 동일한 양의 액체를 채운다. 오버플로 압력 충진기는 음료 제조업체에서 가장 인기 있는 기계인 반면, 중력 충진 기계는 가장 비용 효율적이다. 자동화 측면에서는 인라인 충전 기계가 가장 널리 사용되지만 회전식 기계는 훨씬 비싸지만 훨씬 빠르다.

## 마개
병맥주는 여러 종류의 병뚜껑과 함께 판매되지만 대부분 크라운 씰이라고도 알려진 크라운 캡과 함께 판매된다. 일부 맥주(예: Grolsch)는 일부 영어권 국가에서 "플립탑" 또는 "스윙탑"으로 알려진 "베이겔" 스타일 병에 담겨 판매된다. 샴페인 마개와 유사하게 코르크와 뮤슬렛(또는 케이지)으로 마무리된 맥주가 많이 판매된다. 이러한 마개는 19세기 말에 크라운 캡으로 대체되었지만 프리미엄 시장에서는 살아남았다. 대부분의 40대 맥주와 일부 재배자를 포함한 많은 대형 맥주는 재밀봉 설계로 인해 스크류 캡을 사용한다.

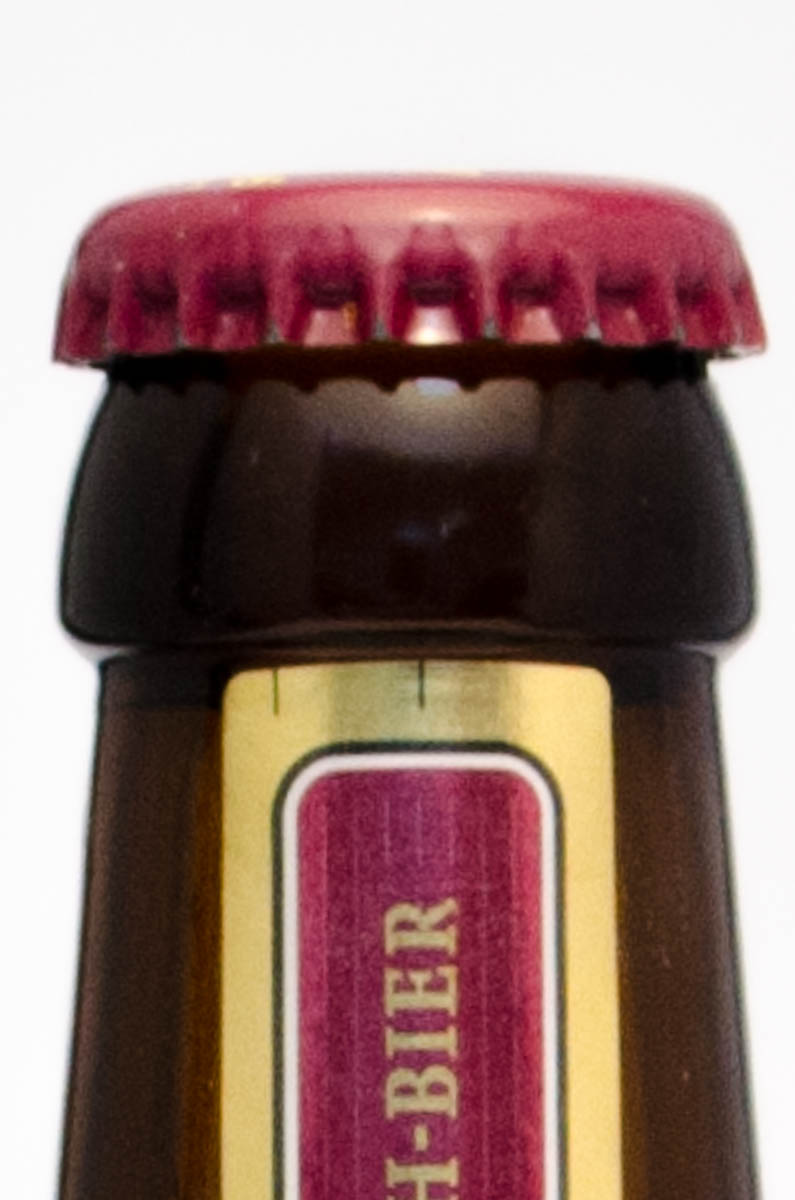
C크라운 캡 (미개봉)
- 홈브루어들이 크라운 캡을 사용해 맥주를 병입하는 영상
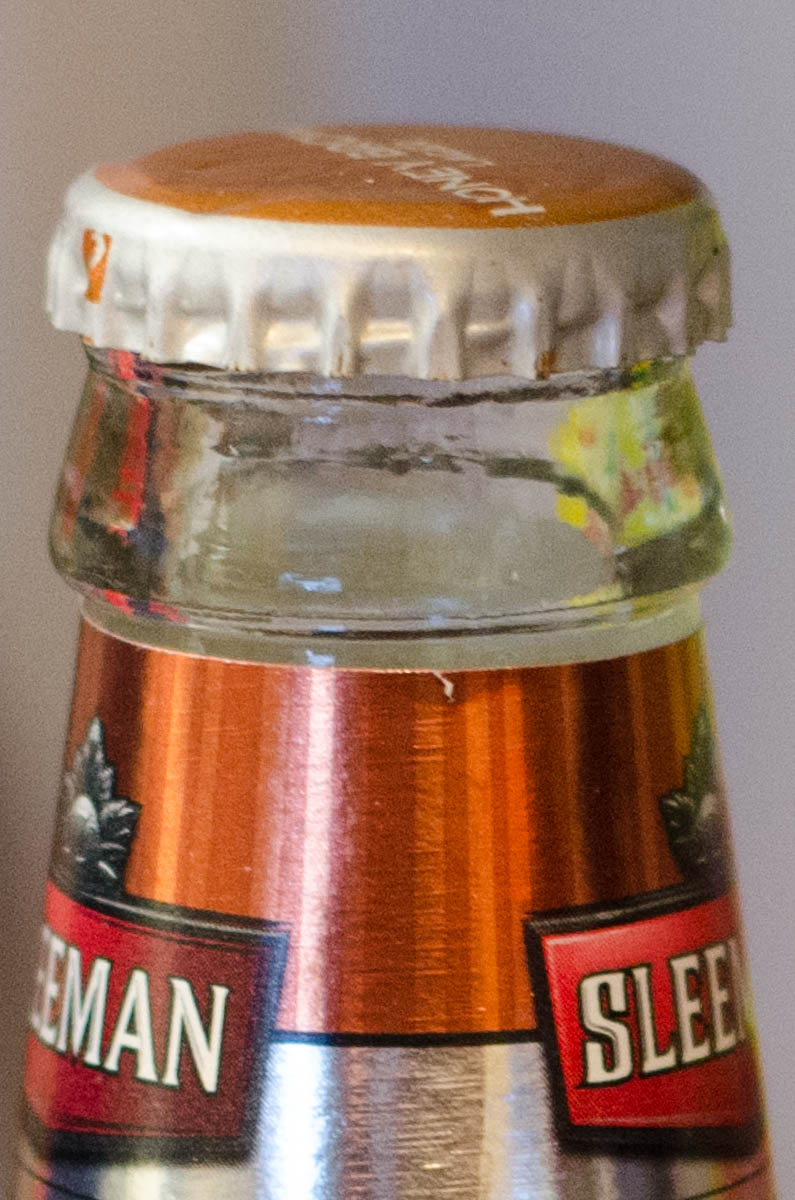
미개봉한 맥주병 뚜껑을 비틀어 뗀 모습
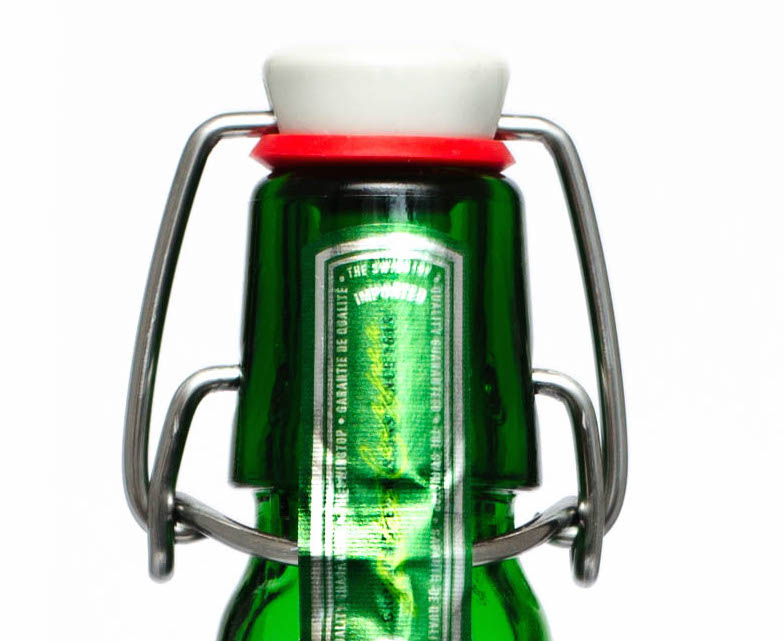
스윙탑 맥주병 마개 (미개봉)
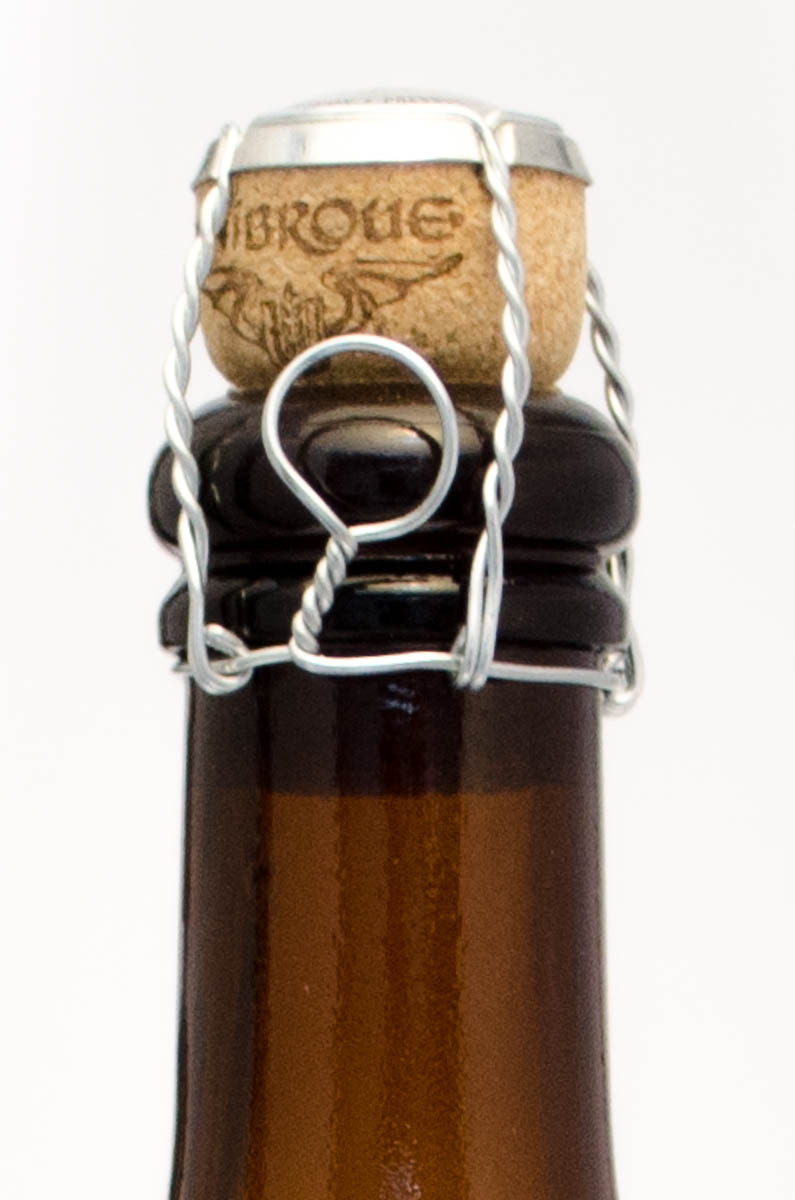

## 병 발효
일부 맥주는 병 안에서 발효 과정을 거쳐 천연 탄산을 생성한다. 현탁액에 생존 가능한 효모 개체군을 병에 담고 2차 또는 3차 발효를 시작한다. 발효 가능한 잔여 설탕이 남아 있지 않은 경우 프라이밍이라는 과정을 통해 설탕 및 맥아즙을 첨가할 수 있다. 결과적인 발효로 인해 병에 갇혀 있는 CO2가 생성되어 용액에 남아 천연 탄산화를 제공한다. 병에 담긴 맥주는 발효 또는 컨디셔닝 탱크에서 여과되지 않은 채 직접 채워지거나 여과된 후 효모로 다시 파종될 수 있다.

## 무기로 사용
예를 들어 술집 싸움에서 맥주병은 때때로 임시 변통의 클럽으로 사용된다. 파인트 잔과 마찬가지로 유리병을 무기로 사용하는 것을 글래싱(glassing)이라고 한다. 병리학자들은 2009년에 맥주병이 인간의 두개골을 깨뜨릴 만큼 강력하다고 판단했으며, 이를 위해서는 위치에 따라 14~70줄의 충격 에너지가 필요하다. 빈 맥주병은 40줄에서 부서지는 반면, 가득 찬 맥주병은 병 안의 탄산 맥주의 압력으로 인해 30줄에서만 부서진다. TV 쇼 호기심 해결사에서 수행한 테스트에서는 가득 찬 병이 빈 병보다 훨씬 더 위험하다는 사실을 시사했다. 그들은 가득 찬 병이 뇌진탕과 두개골 골절 측면에서 더 많은 피해를 입힌다는 결론을 내렸다. 그러나 그들은 가득 찬 병과 빈 병 모두 동일한 양의 두피 손상을 일으킨다는 것을 발견했다.
파인트 잔과 마찬가지로, 병을 이용한 유리잔의 주요 해결책은 싸움이나 사고의 위험이 있는 곳에 유리병을 분배하는 것이 아니라, 대부분 단순히 플라스틱 유리나 플라스틱 병(또는 알루미늄 캔)을 사용하는 것이다.

## 같이 보기
- 원터치 캔